# Inglis Fletcher
Inglis Fletcher, född den 20 oktober 1879, död den 30 maj 1969, var en amerikansk författare. Hon föddes i Alton, Illinois och flyttade som vuxen och gift med en ingenjör runt i USA, bland annat i Kalifornien och Alaska. Hennes förfäder kom från North Carolina, och hon började forska i deras historia. Hon publicerade Carolinaserien i 12 volymer. Den skildrar North Carolinas historia från 1585 till 1789.

## Böcker översatta till svenska
Carolinaserien:
- Så föddes en nation, 1941 (Raleigh's Eden)
- Frihetens kavaljerer, 1943 (Men of Albemarle)
- Förlig vind till Carolina, 1945 (Lusty wind for Carolina)
- De tappres ära, 1948 (Toll of the brave)
- Roanoke hundred, 1950 (Roanoke hundred)
- Ärans kavaljer, 1955 (Bennett's welcome)

Övrigt:
- Förtrollad jord, 1942 (Red Jasmine)